# Ración
Se llama ración a la porción de víveres y forrajes que diariamente se distribuye a la tropa y sus caballos en tiempo de guerra o cuando se emplea en algún servicio extraordinario. 
La ración diaria de un hoplita espartano, según Tucídides, era de 2 jenices de harina, 2 cotilos de vino y un pedazo de carne. Al soldado de infantería romano se le daban al mes 32 chœmí de trigo (unas 60 libras); al de caballería se le suministraba además 96 chœmí de cebada para los dos caballos que tenía. A los oficiales se los aumentaba en proporción de su paga. Además, al soldado de cualquier arma se le daba cierta porción de sal, legumbres, queso y algunas veces manteca y carne de cerdo. Por honor o recompensa se doblaba la ración de trigo. 
Los godos al salir a campaña se mantenían a su costa los seis primeros días y después, durante seis meses, por el rey y los pueblos. En 1315, por un privilegio de las Cortes de Burgos, se mandó que todos los vaqueros y pastores diesen una asadura por cada hato a los cuadrilleros e individuos de la Santa Hermandad, que desempeñaban las mismas fatigas que la posterior guardia civil. En tiempo de Felipe IV a un capitán se le daban raciones a razón de cinco bocas; de cuatro a un alférez; de tres a un sargento; de dos a un cabo de escuadra; dieciséis a un maestre de campo. Además, para cada caballo un cuartan (tres celemines) de cebada o avena y la paja suficiente; dos al alférez; tres al teniente; cuatro al capitán. 
En el siglo XVIII se dio ya ración de pan diaria a la clase de tropa, de sargento abajo. El emperador de Turquía daba en el siglo XIX a sus tropas 100 dracmas de pan o 50 de galleta; 60 de carne de vaca o carnero; 25 de manteca de vaca. Cada viernes se suministraba, además de esto, 50 dracmas de arroz o de bulgur, o sea cebada mondada y descortezada.